# Estonie au Concours Eurovision de la chanson 2013
L'Estonie a participé au Concours Eurovision de la chanson 2013. La chanson a été sélectionnée à travers une finale nationale l'Eesti Laul 2013. C'est Birgit Õigemeel qui représentera Estonie à Malmö avec la chanson Et uus saaks alguse.

## Demi-finale 1
La seconde demi finale de l'Eesti Laul 2013 a eu lieu le 16 février 2013, présentée par Anu Välba.
| Ordre | Artiste             | Chanson                                      | Auteurs                                                 | Jury | Télévote | Télévote | Total | Place |
| ----- | ------------------- | -------------------------------------------- | ------------------------------------------------------- | ---- | -------- | -------- | ----- | ----- |
| 1     | Armastus            | "Young Girl"                                 | Jaan Tätte junior, Taavi Tulev                          | 6    | 944      | 3        | 9     | 7     |
| 2     | Marilyn Jurman      | "Moving To Mmm"                              | Marilyn Jurman, Karl Kanter                             | 3    | 693      | 2        | 5     | 9     |
| 3     | Winny Puhh          | "Meiecundimees üks Korsakov läks eile Lätti" | Silver Lepaste, Indrek Vaheoja                          | 9    | 3067     | 9        | 18    | 1     |
| 4     | Sarah               | "Taevas valgeks läeb"                        | Sirli Hiius, Mathura                                    | 1    | 379      | 1        | 2     | 10    |
| 5     | Teele & Tuuli & Ula | "Ring The Alarm"                             | Priit Uustulnd, Teele Viira                             | 8    | 1092     | 5        | 13    | 5     |
| 6     | Rosanna Lints       | "Follow Me"                                  | Rolf Roosalu, Kristel Aaslaid, Mattias Hapsal           | 4    | 1696     | 6        | 10    | 6     |
| 7     | Grete Paia          | "Päästke noored hinged"                      | Grete Paia, Sven Lõhmus                                 | 5    | 3322     | 10       | 15    | 3     |
| 8     | Elina Born          | "Enough"                                     | Stig Rästa, Fred Krieger                                | 7    | 2306     | 7        | 14    | 4     |
| 9     | Kõrsikud            | "Suuda öelda ei"                             | Andrus Albrecht, Alari Piispea, Lauri Liivak, Jaan Pehk | 10   | 2654     | 8        | 18    | 2     |
| 10    | Anisa               | "The Missing Thing"                          | Alar Kotkas, Pearu Paulus, Ilmar Laisaar, Jana Hallas   | 2    | 1008     | 4        | 6     | 9     |

## Demi-finale 2
La seconde demi finale de l'Eesti Laul 2013 a eu lieu le 23 février 2013, présentée par Marko Reikop.
| Ordre | Artiste                        | Chanson                    | Auteurs                                            | Jury | Televote | Televote | Total | Place |
| ----- | ------------------------------ | -------------------------- | -------------------------------------------------- | ---- | -------- | -------- | ----- | ----- |
| 1     | Liisi Koikson & Söörömöö       | "Üle vee"                  | Immi                                               | 8    | 1731     | 4        | 12    | 3     |
| 2     | Birgit Õigemeel                | "Et uus saaks alguse"      | Mihkel Mattisen, Silvia Soro                       | 2    | 3682     | 9        | 11    | 5     |
| 3     | Tenfold Rabbit                 | "Balance Of Water & Stone" | Andres Kõpper, Meelik Samel, Martin Petermann      | 10   | 1001     | 1        | 11    | 8     |
| 4     | Liis Lemsalu                   | "Uhhuu"                    | Rene Puura, Liis Lemsalu                           | 7    | 1381     | 3        | 10    | 9     |
| 5     | Marie Vaigla                   | "Maybe"                    | Raul Vaigla, Marie Vaigla                          | 9    | 1269     | 2        | 11    | 7     |
| 6     | Rasmus Rändvee & Facelift Deer | "Dance"                    | Rasmus Rändvee, Paal Piller, Karl Kallas           | 5    | 2519     | 7        | 12    | 2     |
| 7     | Rolf Roosalu                   | "With U"                   | Rolf Roosalu                                       | 4    | 2813     | 8        | 12    | 1     |
| 8     | Flank                          | "Missing Light"            | Tõnn Tobreluts, Tauno Tamm, Keio Münti             | 6    | 1791     | 5        | 11    | 6     |
| 9     | Neogeen                        | "Lune sournoise"           | Raido Lilleberg, Kalle Raudmets, Mare Sabolotny    | 3    | 2229     | 6        | 9     | 10    |
| 10    | Põhja-Tallinn                  | "Meil on aega veel"        | Jaanus Saks, Mark Eric Kammiste, Alvar-Risto Vürst | 1    | 5415     | 10       | 11    | 4     |

## Finale
La finale de l'Eesti Laul 2013 a lieu le 2 mars 2013 au Nokia Concert Hall à Tallinn, présentée par Anu Välba et Marko Reikop.
| Ordre | Artiste                        | Chanson                                      | Auteurs                                                 | Jury | Televote | Televote | Total | Place |
| ----- | ------------------------------ | -------------------------------------------- | ------------------------------------------------------- | ---- | -------- | -------- | ----- | ----- |
| 1     | Rolf Roosalu                   | "With U"                                     | Rolf Roosalu                                            | 4    | 3973     | 3        | 7     | 9     |
| 2     | Liisi Koikson & Söörömöö       | "Üle vee"                                    | Immi                                                    | 8    | 2593     | 2        | 10    | 5     |
| 3     | Rasmus Rändvee & Facelift Deer | "Dance"                                      | Rasmus Rändvee, Paal Piller, Karl Kallas                | 5    | 4062     | 4        | 9     | 7     |
| 4     | Elina Born                     | "Enough"                                     | Stig Rästa, Fred Krieger                                | 3    | 4935     | 5        | 8     | 8     |
| 5     | Põhja-Tallinn                  | "Meil on aega veel"                          | Jaanus Saks, Mark Eric Kammiste, Alvar-Risto Vürst      | 2    | 5957     | 7        | 9     | 6     |
| 6     | Kõrsikud                       | "Suuda öelda ei"                             | Andrus Albrecht, Alari Piispea, Lauri Liivak, Jaan Pehk | 10   | 4964     | 6        | 16    | 4     |
| 7     | Birgit Õigemeel                | "Et uus saaks alguse"                        | Mihkel Mattisen, Silvia Soro                            | 9    | 9703     | 8        | 17    | 1     |
| 8     | Teele & Tuuli & Ula            | "Ring The Alarm"                             | Priit Uustulnd, Teele Viira                             | 1    | 2005     | 1        | 2     | 10    |
| 9     | Winny Puhh                     | "Meiecundimees üks Korsakov läks eile Lätti" | Silver Lepaste, Indrek Vaheoja                          | 7    | 9800     | 9        | 16    | 3     |
| 10    | Grete Paia                     | "Päästke noored hinged"                      | Grete Paia, Sven Lõhmus                                 | 6    | 12292    | 10       | 16    | 2     |

| Detailed Jury Votes                          | Detailed Jury Votes | Detailed Jury Votes | Detailed Jury Votes | Detailed Jury Votes | Detailed Jury Votes | Detailed Jury Votes | Detailed Jury Votes | Detailed Jury Votes | Detailed Jury Votes | Detailed Jury Votes | Detailed Jury Votes | Detailed Jury Votes | Detailed Jury Votes |
| Chanson                                      | Olav Ehala          | Sandra Nurmsalu     | Marten Kuningas     | Tõnis Kahu          | Toomas Puna         | Sofia Rubina        | Owe Petersell       | Reigo Ahven         | Marju Länik         | Toomas Olljum       | Erik Morna          | Total               | Points              |
| -------------------------------------------- | ------------------- | ------------------- | ------------------- | ------------------- | ------------------- | ------------------- | ------------------- | ------------------- | ------------------- | ------------------- | ------------------- | ------------------- | ------------------- |
| "With U"                                     | 7                   | 5                   | 8                   | 7                   | 1                   | 5                   | 9                   | 1                   | 4                   | 1                   | 7                   | 55                  | 4                   |
| "Üle vee"                                    | 9                   | 6                   | 5                   | 6                   | 2                   | 10                  | 10                  | 10                  | 8                   | 6                   | 3                   | 75                  | 8                   |
| "Dance"                                      | 3                   | 1                   | 1                   | 9                   | 5                   | 4                   | 7                   | 6                   | 5                   | 9                   | 6                   | 56                  | 5                   |
| "Enough"                                     | 4                   | 4                   | 3                   | 4                   | 7                   | 3                   | 6                   | 4                   | 7                   | 8                   | 2                   | 52                  | 3                   |
| "Meil on aega veel"                          | 6                   | 7                   | 7                   | 1                   | 4                   | 1                   | 1                   | 5                   | 2                   | 4                   | 4                   | 42                  | 2                   |
| "Suuda öelda ei"                             | 8                   | 9                   | 9                   | 3                   | 9                   | 8                   | 2                   | 8                   | 10                  | 10                  | 9                   | 85                  | 10                  |
| "Et uus saaks alguse"                        | 10                  | 10                  | 6                   | 5                   | 6                   | 9                   | 4                   | 7                   | 9                   | 5                   | 5                   | 76                  | 9                   |
| "Ring The Alarm"                             | 2                   | 3                   | 4                   | 2                   | 3                   | 7                   | 5                   | 2                   | 3                   | 2                   | 1                   | 34                  | 1                   |
| "Meiecundimees üks Korsakov läks eile Lätti" | 1                   | 2                   | 10                  | 8                   | 8                   | 6                   | 3                   | 9                   | 1                   | 7                   | 10                  | 65                  | 7                   |
| "Päästke noored hinged"                      | 5                   | 8                   | 2                   | 10                  | 10                  | 2                   | 8                   | 3                   | 6                   | 3                   | 8                   | 65                  | 6                   |

### Super Finale
| Artiste         | Chanson                 | Auteurs                      | Télévote      | Place |
| --------------- | ----------------------- | ---------------------------- | ------------- | ----- |
| Birgit Õigemeel | "Et uus saaks alguse"   | Mihkel Mattisen, Silvia Soro | 30333 (51.1%) | 1     |
| Grete Paia      | "Päästke noored hinged" | Grete Paia, Sven Lõhmus      | 29014 (48.9%) | 2     |

## Points accordés à l'Estonie
| 12 points                                  | 10 points                           | 8 points   | 7 points | 6 points                        |
| ------------------------------------------ | ----------------------------------- | ---------- | -------- | ------------------------------- |
|                                            |                                     | - Irlande  |          | - Suède                         |
| 5 points                                   | 4 points                            | 3 points   | 2 points | 1 point                         |
| - Biélorussie - Italie - Moldavie - Russie | - Lituanie - Pays-Bas - Royaume-Uni | - Autriche |          | - Belgique - Danemark - Ukraine |

| 12 points | 10 points  | 8 points   | 7 points | 6 points   |
| --------- | ---------- | ---------- | -------- | ---------- |
|           | - Lettonie |            |          | - Finlande |
| 5 points  | 4 points   | 3 points   | 2 points | 1 point    |
|           |            | - Lituanie |          |            |

## Points accordés par l'Estonie
| 12 points | Danemark |
| 10 points | Russie   |
| 8 points  | Belgique |
| 7 points  | Pays-Bas |
| 6 points  | Ukraine  |
| 5 points  | Irlande  |
| 4 points  | Lituanie |
| 3 points  | Moldavie |
| 2 points  | Chypre   |
| 1 point   | Autriche |

| 12 points | Russie   |
| 10 points | Ukraine  |
| 8 points  | Danemark |
| 7 points  | Pays-Bas |
| 6 points  | Islande  |
| 5 points  | Malte    |
| 4 points  | Hongrie  |
| 3 points  | Norvège  |
| 2 points  | Belgique |
| 1 point   | Suède    |

## À l'Eurovision
L'Estonie a participé à la première demi-finale le 14 mai 2013.